# Kalmah
Kalmah ist eine Melodic-Death-Metal-Band aus Finnland. Der Name stammt aus dem Karelischen und bedeutet „Zum Grab“ oder „Zum Tod“.

## Bandgeschichte

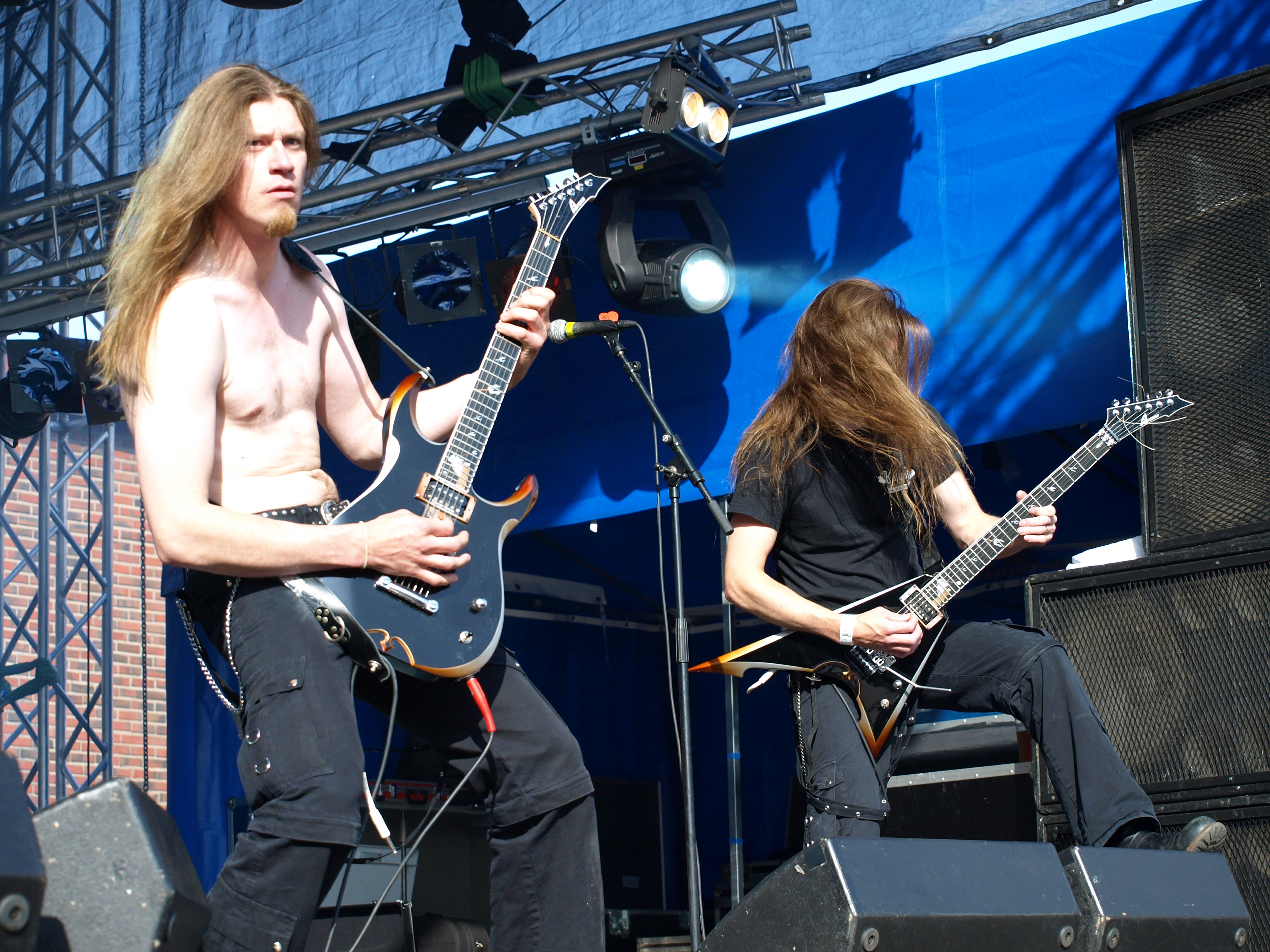
Kalmah 2008

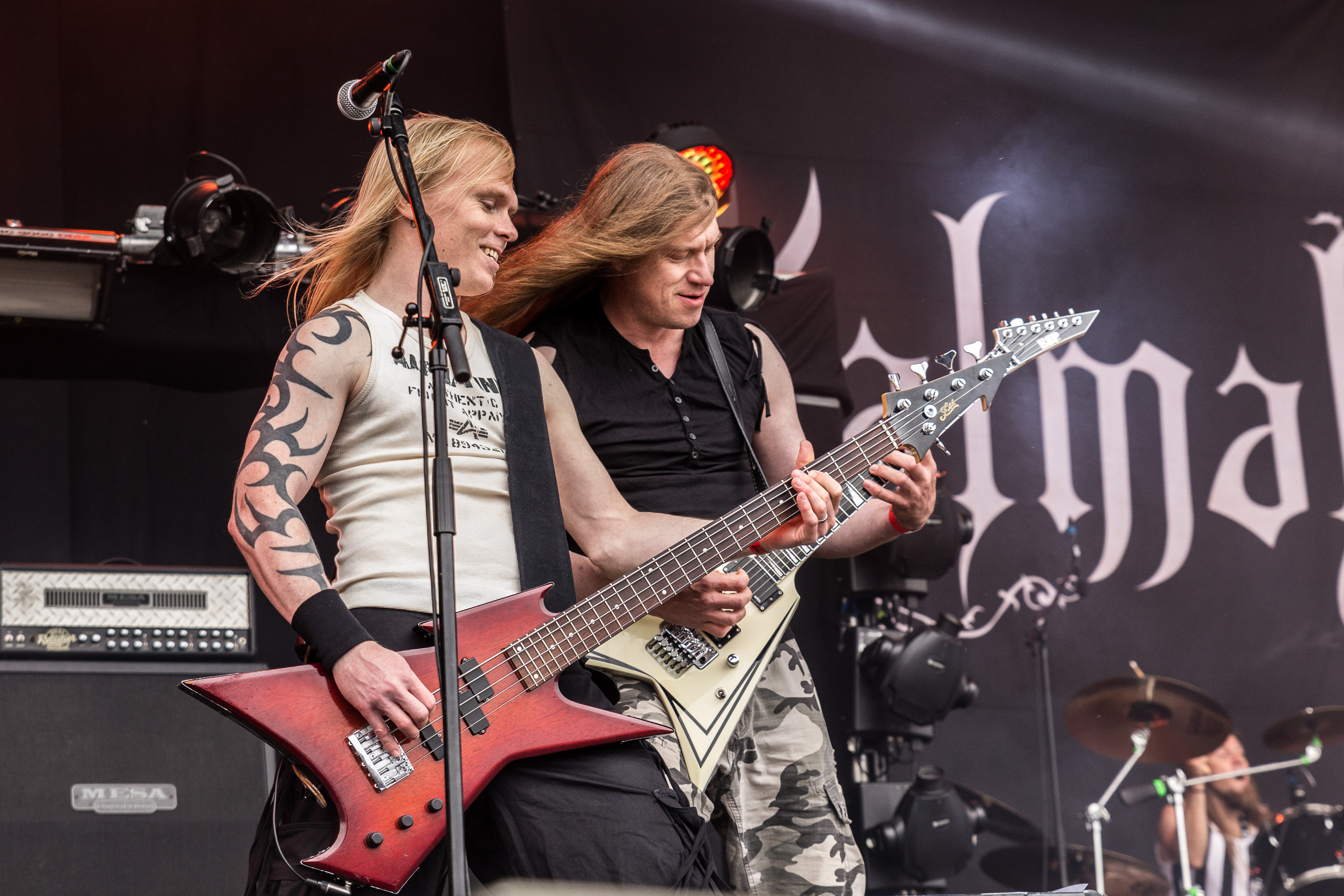
Kalmah auf dem Party.San 2017

Die Band wurde 1999 gegründet. Vier der Gründungsmitglieder fanden sich schon 1991 in der Band Ancestor zusammen, entschlossen sich aber nach mangelnder Resonanz, einen Neuanfang mit Kalmah zu wagen.
Kurz nach Veröffentlichung des Demos Svieri Obraza gelang es ihnen, einen Vertrag bei Spinefarm Records zu unterzeichnen. Nach einigen Konzerten in Finnland veröffentlichte die Band im Winter 2000 ihr Debütalbum Swamplord, welches in der Szene sehr gut aufgenommen wurde. Altti (Eternal Tears of Sorrow, For My Pain…) und Petri verließen die Band und wurden von Timo Lehtinen (von Catamenia) und Janne Kusmin ersetzt. Antti Kokko spielte für ein Jahr bei Eternal Tears of Sorrow. Schon 2001 kehrten sie nach einigen weiteren Shows in Finnland ins Studio zurück und veröffentlichten noch im selben Jahr ihr zweites Album They Will Return. 2002 spielten sie auf dem Wacken Open Air.
Ihr drittes Album Swampsong erschien 2003, begonnen in den Tico-Tico Studios und vollendet in den Finnvox Studios.
2004 verließ Pasi Hiltula Kalmah, doch schon nach der ersten Probe ersetzte ihn Marco Sneck. 2006 folgte ihr viertes Album The Black Waltz. Sie spielten auf dem Tuska Open Air Metal Festival 2006. Im Februar 2008 wurde ihr fünftes Album For the Revolution, 2010 gefolgt von Album Nummer sechs 12 Gauge, veröffentlicht.
Am 25. Februar 2012 gab die Band auf ihrer Webseite bekannt, mit Veli-Matti Kananen einen neuen Keyboarder gefunden zu haben. Außerdem wurde die Arbeit an einem neuen Album bestätigt.
2013 spielten sie zusammen mit Alestorm, Arkona, Thyrfing, Ex Deo, Wolfchant und Bornholm auf der Paganfest-Europatour einige Konzerte als Special Guest.

## Stil
Kalmah wird oft mit Children of Bodom und Norther verglichen, hat jedoch deutliche Thrash-Metal-Einflüsse. Die Melodien sind zwar ebenso wie bei Children of Bodom ständig vorhanden, aber weniger dominant im Klangbild. Außerdem ist Kalmah weniger von der Klassik inspiriert.
Das Maskottchen der Band ist der Swamplord (dt. Sumpfherr). Er erscheint auf jedem Albumcover und auch in den beiden bisherigen Videos der Band (von denen das erste allerdings inoffiziell ist). Zudem bezeichnet die Band ihre Musik selbst als Swamp Metal (dt. Sumpf-Metal), da der Sumpf eines der Hauptthemen in ihrer Musik ist. Sie soll die tödliche Atmosphäre des Sumpfes wiedergeben.

## Diskografie
- 1999: Svieri Obraza (Demo)
- 2000: Swamplord
- 2001: They Will Return
- 2003: Swampsong
- 2006: The Black Waltz
- 2008: For the Revolution
- 2010: 12 Gauge
- 2013: Seventh Swamphony
- 2018: Palo
- 2023: Kalmah